# Sollevamento pesi ai Giochi della XVIII Olimpiade - Pesi piuma
La competizione della categoria pesi piuma (fino a 60 kg) di sollevamento pesi ai Giochi della XVIII Olimpiade si è svolta il giorno 12 ottobre 1964 alla Shibuya Kōkaidō di Tokyo.

## Regolamento
La classifica era ottenuta con la somma delle migliori alzate delle seguenti 3 prove:
- Distensione lenta
- Strappo
- Slancio

Su ogni prova ogni concorrente aveva diritto a tre alzate.

## Risultati
| Pos.    | Atleta               | Nazione          | Peso Atleta | Totale | Distensione lenta | Distensione lenta | Distensione lenta | Strappo | Strappo | Strappo | Slancio | Slancio | Slancio |
| Pos.    | Atleta               | Nazione          | Peso Atleta | Totale | 1                 | 2                 | 3                 | 1       | 2       | 3       | 1       | 2       | 3       |
| ------- | -------------------- | ---------------- | ----------- | ------ | ----------------- | ----------------- | ----------------- | ------- | ------- | ------- | ------- | ------- | ------- |
| Oro     | Yoshinobu Miyake     | Giappone         | 59.35       | 397,5  | 115.0             | 120.0             | 122.5             | 115.0   | 120.0   | 122.5   | 145.0   | 150.0   | 152.5   |
| Argento | Isaac Berger         | Stati Uniti      | 59.55       | 382,5  | 117.5             | 122.5             | 122.5             | 107.5   | 112.5   | 112.5   | 145.0   | 150.0   | 152.5   |
| Bronzo  | Mieczysław Nowak     | Polonia          | 59.85       | 377,5  | 107.5             | 112.5             | 112.5             | 105.0   | 110.0   | 115.0   | 145.0   | 150.0   | 157.5   |
| 4       | Hiroshi Fukuda       | Giappone         | 59.55       | 375,0  | 120.0             | 125.0             | 125.0             | 110.0   | 110.0   | 115.0   | 140.0   | 145.0   | 145.0   |
| 5       | Sebastiano Mannironi | Italia           | 59.70       | 370,0  | 105.0             | 110.0             | 112.5             | 107.5   | 112.5   | 115.0   | 137.5   | 142.5   | 145.0   |
| 6       | Kim Hae-Nam          | Corea del Sud    | 59.80       | 367,5  | 107.5             | 112.5             | 115.0             | 107.5   | 112.5   | 115.0   | 140.0   | 145.0   | 147.5   |
| 7       | Rudolf Kozłowski     | Polonia          | 59.55       | 357,5  | 110.0             | 115.0             | 115.0             | 102.5   | 102.5   | 107.5   | 140.0   | 152.5   | 152.5   |
| 8       | Hosni Abbas          | Rep. Araba Unita | 59.65       | 342,5  | 100.0             | 105.0             | 107.5             | 92.5    | 100.0   | 102.5   | 132.5   | 137.5   | 137.5   |
| 9       | Ildefonso Lee        | Panama           | 59.15       | 340,0  | 100.0             | 105.0             | 107.5             | 95.0    | 100.0   | 102.5   | 125.0   | 130.0   | 132.5   |
| 10      | Chung Kum Weng       | Malaysia         | 59.80       | 335,0  | 100.0             | 107.5             | 110.0             | 92.5    | 97.5    | 97.5    | 122.5   | 130.0   | 132.5   |
| 11      | Martin Eberle        | Germania         | 59.95       | 335,0  | 100.0             | 105.0             | 107.5             | 92.5    | 97.5    | 97.5    | 120.0   | 130.0   | 135.0   |
| 12      | Pedro Serrano        | Porto Rico       | 59.95       | 332,5  | 95.0              | 100.0             | 102.5             | 97.5    | 105.0   | 107.5   | 127.5   | 132.5   | 132.5   |
| 13      | Laxmi Kanta Das      | India            | 60.00       | 332,5  | 95.0              | 95.0              | 100.0             | 95.0    | 100.0   | 100.0   | 125.0   | 132.5   | 137.5   |
| 14      | Zuhair Elia Mansour  | Iraq             | 59.40       | 330,0  | 100.0             | 107.5             | 112.5             | 90.0    | 95.0    | 97.5    | 125.0   | 130.0   | 130.0   |
| 15      | George Newton        | Gran Bretagna    | 59.75       | 325,0  | 100.0             | 105.0             | 105.0             | 95.0    | 100.0   | 102.5   | 122.5   | 122.5   | 132.5   |
| 16      | Chang Ming-Chung     | Taiwan           | 59.25       | 322,5  | 97.5              | 97.5              | 97.5              | 95.0    | 95.0    | 95.0    | 130.0   | 135.0   | 135.0   |
| 17      | Mauro Alanís         | Messico          | 59.45       | 315,0  | 90.0              | 95.0              | 97.5              | 85.0    | 90.0    | 92.5    | 130.0   | 135.0   | 135.0   |
| 18      | Allen Salter         | Canada           | 58.95       | 312,5  | 95.0              | 100.0             | 100.0             | 92.5    | 97.5    | 97.5    | 125.0   | 125.0   | 132.5   |
| 19      | Antonio Marguccio    | Australia        | 59.90       | 307,5  | 77.5              | 82.5              | 87.5              | 87.5    | 95.0    | 100.0   | 117.5   | 125.0   | 135.0   |
| 20      | Enar Edberg          | Svezia           | 59.50       | 305,0  | 95.0              | 100.0             | 100.0             | 90.0    | 95.0    | 95.0    | 120.0   | 120.0   | 125.0   |
| -       | Balaș Fitzi          | Romania          | 59.25       |        | 107.5             | 107.5             | 115.0             | 100.0   | 100.0   | 100.0   | -       | -       | -       |
| -       | Sanun Tiamsert       | Thailandia       | 59.70       |        | 90.0              | 95.0              | 100.0             | 80.0    | 85.0    | 85.0    | 120.0   | 120.0   | -       |